# Matabuena (Segovia)
Matabuena es un municipio y localidad española de la provincia de Segovia, en la comunidad autónoma de Castilla y León. El término municipal tiene una población de 207 habitantes (INE 2024).

## Geografía

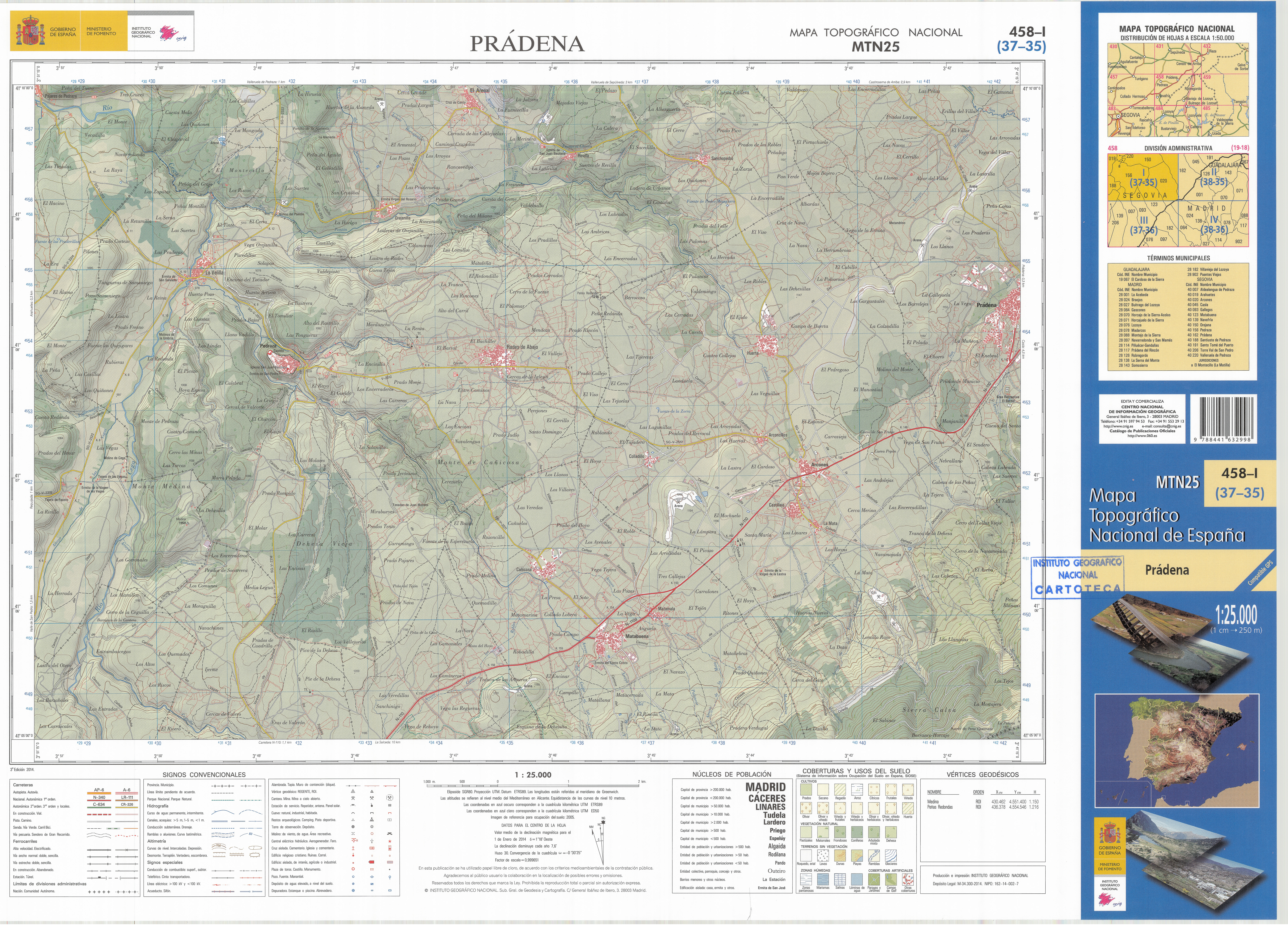
Fragmento de la hoja 458 del Mapa Topográfico Nacional de España de 2014 en el que se representa parte de Matabuena

Se sitúa a 33 km de Segovia. El término municipal está atravesado por la carretera N-110 entre los pK 153 y 155. 
El relieve del municipio está determinado por la ladera occidental de los montes Carpetanos, pertenecientes a la sierra de Guadarrama, por lo que cuenta con varios arroyos que descienden hacia la meseta segoviana, tributarios del río Cega.  
La altitud oscila entre los 1960 m (Las Berrocosas), en el límite con la provincia de Madrid, y los 950 m a orillas del arroyo del Vadillo. El pueblo se alza a 1155 m sobre el nivel del mar. 
| Noroeste: Pedraza  | Norte: Pedraza y Arcones            | Noreste: Arcones           |
| Oeste: Gallegos    |                                     | Este: Arcones              |
| Suroeste: Gallegos | Sur: Villavieja del Lozoya (Madrid) | Sureste: Gascones (Madrid) |

### Pedanías
Tiene como pedanías a Cañicosa y Matamala, esta última casi unida físicamente. Además en su término se ubican los despoblados de El Casar, Vallisteban, El Villar y Los Villares.

## Historia

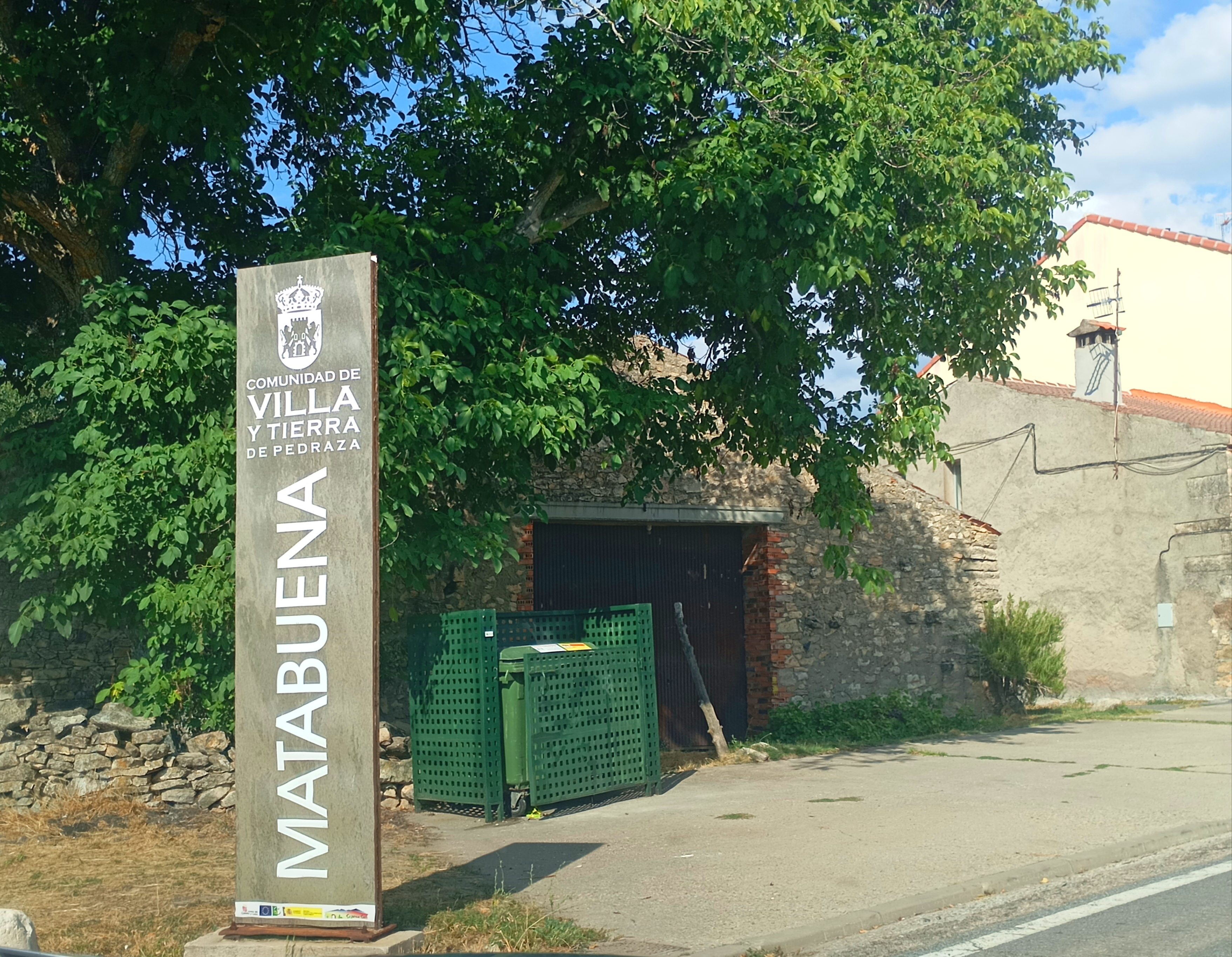
Señal vertical indicando la pertenencia del municipio a la Comunidad de Villa y Tierra de Pedraza

Existen evidencias de poblaciones en la zona durante el Neolítico y Paleolítico ya que en la Cueva de la Fuente Buena, descubierta en 2003, existen restos de importante valor arqueológico.
El territorio es repoblado durante la Reconquista por la Comunidad de Villa y Tierra de Pedraza, quedando encuadrado dentro de esta.Aparece mencionada en 1340 como Mata Buena, también se cita en otros registros como Matabuesa. Su nombre significa bosque productor leña grande o de buena calidad, en contraposición de Matamala que sería pequeño o de mala calidad.
Históricamente la actividad de esta región ha estado ligada a la ganadería, gracias a la trashumancia de la Cañada de la Vera de la Sierra que atraviesa su término, y la producción agrícola al ser sus tierras ricas en pastos.

## Demografía
Cuenta con una población de 207 habitantes (INE 2024).
| Gráfica de evolución demográfica de Matabuena entre 1842 y 2021                                                       |
| |
| Población de derecho según los censos de población del INE. Población de hecho según los censos de población del INE. |

## Administración y política
| Periodo   | Nombre                  | Partido       |
| --------- | ----------------------- | ------------- |
| 1979-1983 | Carlos Martín García    | UCD           |
| 1983-1987 | Carlos Martín García    | Independiente |
| 1987-1991 | Pablo García Gil        | PSOE          |
| 1991-1995 | Pablo García Gil        | PP            |
| 1995-1999 | Jose Luis Bartolomé Gil | PP            |
| 1999-2003 | Lorenzo Martín Sanz     | PP            |
| 2003-2007 | Lorenzo Martín Sanz     | PP            |
| 2007-2011 | Lorenzo Martín Sanz     | PP            |
| 2011-2015 | Lorenzo Martín Sanz     | PP            |
| 2015-2019 | Lorenzo Martín Sanz     | PP            |
| 2019-2023 | Felipe Bartolomé García | PSOE          |
| 2023-act. | Lorenzo Martín Sanz     | PP            |

## Patrimonio

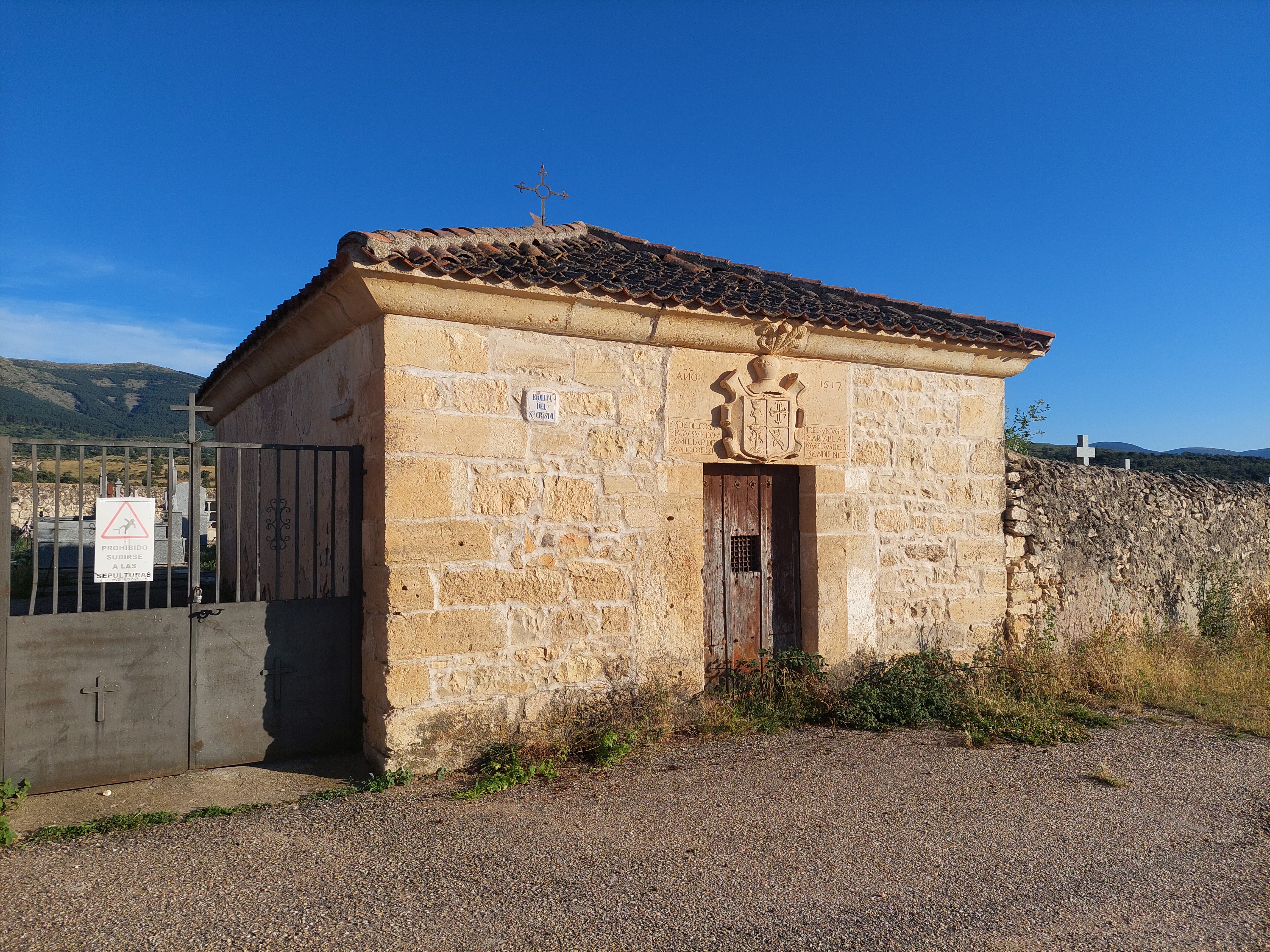
Ermita del Santo Cristo de la Columna

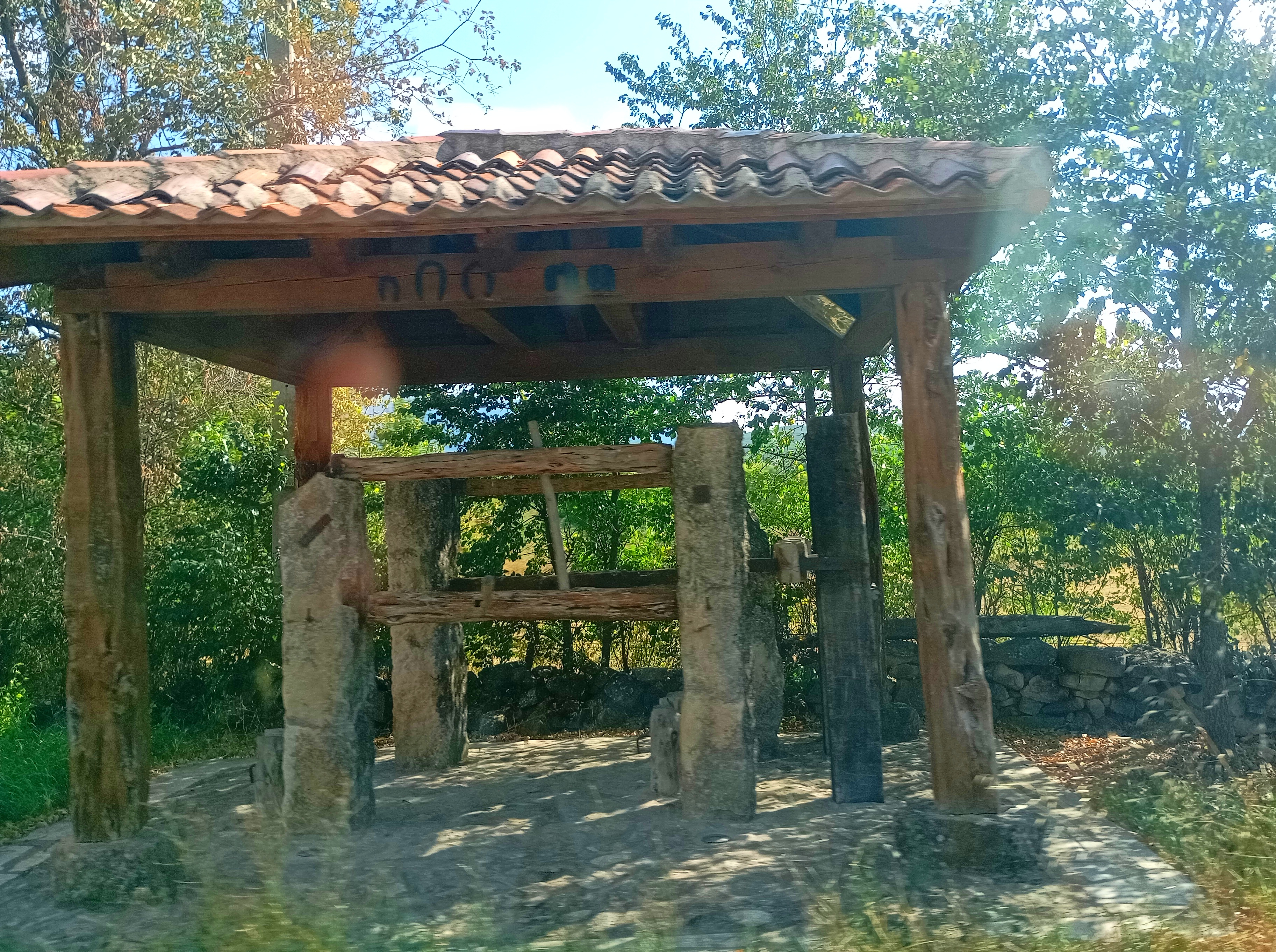
Potro de herrar de Matabuena

- Iglesia románica de San Cristóbal. Tiene tres naves, una pila bautismal grande, y pinturas e imágenes de diferentes santos.
- Ermita del Santo Cristo de la Columna, de estilo neoclásico del año 1617 y sita junto al cementerio.
- Potro de Herrar.
- Fuente San Pedro, en la plaza central, data de 1951.
- Fuentes del Billar, La Anduela y del Sastre.
- Rulo, columna que hay en la plaza de San Pedro, donde se exponía a reos y cabezas o cuerpos de los ajusticiados por la autoridad civil.
- Cruz de las Reliquias, en el punto más alto de Matabuena.
- Antigua fragua, conserva fuelle y piedra.
- Cruz Colorá.
- En el Pago de la Peña del Castillejo, existió en la época Medieval una torre defensiva o atalaya, que controlaba o protegía el paso natural del puerto de Linera.
- Cueva de la Fuente Buena, con restos neolíticos y paleolíticos.
- Molino de Arriba, del que apenas quedan algunos vestigios.
- Cañada Real Soriana Occidental, aquí conocida como Cañada de la vera de la Sierra, atravesando el término municipal.[12][9]

## Fiestas
- Santiago Apóstol, el 25 de julio.
- Nuestra Señora la Virgen del Carmen, el último fin de semana de agosto.
- Romería y subida a la Cruz de las Reliquias, el 1 de mayo. Está situada en lo alto de la sierra (1957 m de altitud), después se realiza una comida en Los Bardales.[9]

Destaca el Paloteo como recurso festivo; Matabuena cuenta con su propio Grupo de Danzas.

## Gastronomía
Destaca la receta para la preparación de Caldereta de Jabalí, al ser los jabalíes y las liebres los principales recursos cinegéticos de la zona.